# Austmusia
Austmusia es un género de arañas araneomorfas pertenecientes a la familia Amphinectidae. Se encuentra en Australia.

## Especies
Según The World Spider Catalog 12.0:
- Austmusia kioloa Gray, 1983
- Austmusia lindi Gray, 1983
- Austmusia wilsoni Gray, 1983